# La Matilla
La Matilla is een gemeente in de Spaanse provincie Segovia in de regio Castilië en León met een oppervlakte van 7,47 km². La Matilla telt 106 inwoners (1 januari 2016).

## Demografische ontwikkeling
Bron: INE, 1857-2011: volkstellingen
Opm.: La Matilla ontstond in 1857 door afsplitsing van de gemeente Valleruela de Pedraza